# Rendez-vous avec la peur
Pour plus de détails, voir Fiche technique et Distribution.
Rendez-vous avec la peur (Night of the Demon) est un film britannique de série B réalisé par Jacques Tourneur, sorti en 1957.

## Synopsis
Le professeur Harrington, qui dénonçait les activités démonologiques du docteur Julian Karswell, a trouvé la mort dans un étrange accident de voiture. Son collègue, le savant américain John Holden, venu à Londres participer à un congrès de parapsychologie, enquête sur sa disparition...

## Fiche technique
- Titre original : Night of the Demon
- Titre français : Rendez-vous avec la peur
- Réalisation : Jacques Tourneur
- Scénario : Charles Bennett, Hal E. Chester, tiré de la nouvelle Casting the Runes de Montague Rhodes James
- Direction artistique : Ken Adam
- Photographie : Ted Scaife
- Son : Arthur Bradburn
- Montage : Michael S. Gordon
- Musique : Clifton Parker
- Direction musicale : Muir Mathieson
- Production : Frank Bevis
- Production exécutive : Hal E. Chester
- Sociétés de production : Sabre Film Productions, Columbia Pictures Corporation
- Société de distribution : Columbia Pictures Corporation
- Pays de production :  Royaume-Uni,  États-Unis
- Langue originale : anglais
- Format : noir et blanc — 35 mm — 1,66:1 — son Mono (RCA Sound Recording)
- Genre : film d'horreur, film fantastique, folk horror[1]
- Durée : 95 minutes (version anglaise), 82 minutes (version américaine)
- Date de sortie :
  - Royaume-Uni : 17 décembre 1957

## Distribution
- Dana Andrews : Docteur John Holden
- Peggy Cummins : Joanna Harrington
- Niall MacGinnis : Docteur Julian Karswell
- Maurice Denham : Professeur Henry Harrington
- Athene Seyler : Madame Karswell
- Liam Redmond : Professeur Mark O'Brien
- Reginald Beckwith : Monsieur Meek
- Ewan Roberts : Lloyd Williamson
- Peter Elliott : Professeur K.T. Kumar
- Rosamund Greenwood : Madame Maggie Meek
- Brian Wilde : Rand Hobart
- Richard Leech : Inspecteur Mottrarn
- Lloyd Lamble : Inspecteur Simmons
- Peter Hobbes : Superintendant
- Charles Lloyd-Pack : Chimiste
- John Salew : Bibliothécaire
- Janet Barrow : Madame Hobart
- Percy Herbert : Fermier
- Lynn Tracy : Hôtesse de l'air

## Production
- Jacques Tourneur ne voulait pas que l'on voit le monstre au début et à la fin du film, c'était une idée du producteur Hal E. Chester. Ce que voulait Tourneur, c'était que l'on insère à la fin du film, lors de la scène à la gare, quatre images du monstre tuant Karswell, et les spectateurs se seraient demandé s'ils avaient vraiment vu cette image[2].

## Autour du film
- Il possède plusieurs titres alternatifs : Night of the Demon, titre initial d'exploitation britannique, et Curse of the Demon, titre choisi pour son exploitation — raccourcie — aux États-Unis, afin de profiter du succès du film The Curse of Frankenstein (Frankenstein s'est échappé), sorti l'année précédente.
- Martin Scorsese a classé ce film à la 9e place parmi les films d'horreur les plus effrayants[3].
- Le film influencera Kate Bush dans l'écriture de sa chanson Hounds of Love, tirée de l'album du même nom, sorti en 1985[4].
- Les deux versions (américaines et anglaises) ont été restaurées en haute définition sur DVD et Blu-ray chez Wild Side 2013.